# Gangster Story
Gangster Story (Bonnie and Clyde) è un film del 1967, diretto da Arthur Penn, che narra la vera storia di Bonnie e Clyde, coppia criminale che imperversò negli Stati Uniti tra il 1930 ed il 1934.
Nel 1992 è stato scelto per la conservazione nel National Film Registry della Biblioteca del Congresso degli Stati Uniti. Nel 1998 l'American Film Institute l'ha inserito al ventisettesimo posto della classifica dei migliori cento film statunitensi di tutti i tempi, mentre dieci anni dopo, nella lista aggiornata, è sceso al quarantaduesimo posto. Lo stesso istituto l'ha inserito al quinto posto nella categoria gangster.
La figura del ranger texano che dà la caccia alla banda di Barrow, Frank Hamer, venne tratteggiata nella pellicola come quella d'un individuo ottuso ed incompetente, soventemente gabbato ed umiliato dalla banda. La stessa scena finale dell'iconica imboscata tesa al gruppo, per come venne inscenata, vi apparve quasi come una sua personale vendetta nei confronti della banda. Dopo l'uscita del film nelle sale, infatti, la vedova di Hamer, Gladys, e il figlio Frank Jr. intentarono causa alla Warner Bros.-Seven Arts per diffamazione. Nel 1971, la causa fu risolta in maniera extragiudiziale.

## Trama
Nel periodo della Grande depressione, Bonnie Parker, annoiata dalla sua vita e dal suo lavoro da cameriera, desidera tanto un cambiamento. Il momento arriva quando incontra Clyde Barrow, proprio mentre l'uomo cerca di rubare l'auto della madre di Bonnie. I due si innamorano e Bonnie decide di seguirlo nella sua vita fuorilegge. Inizialmente, il duo si sposta continuamente dall'Oklahoma al Texas compiendo piccoli furti e rapinando negozi, cambiando nel frattempo auto e targhe. Presto però, i due iniziano anche a rapinare banche e a uccidere, in un crescendo di violenza inarrestabile.
A loro si aggiunge poi Clarence W. Moss, un inserviente di una stazione di servizio un po' ottuso ma abile con i motori. Anche il fratello maggiore di Clyde Buck e sua moglie Blanche, figlia di un predicatore, si uniscono a loro. Le donne non si piacciono a prima vista e l'insofferenza aumenta. Blanche mostra disprezzo per Bonnie, Clyde e Clarence, mentre Bonnie vede la presenza volubile di Blanche come un costante pericolo per l'incolumità della banda. Il gruppo è infatti ricercato dalle forze dell'ordine, tra cui il Texas Ranger Frank Hamer, che viene catturato dalla banda e umiliato, prima di venire liberato.
Presto i colpi di Bonnie e Clyde finiscono sui giornali e la coppia diventa un duo celebre, mentre lascia dietro di sé una lunga scia di sangue, molto del quale appartenente a poliziotti. Le forze di polizia di diversi stati ormai li vogliono morti e Bonnie prende progressivamente consapevolezza del fatto che l'epilogo della vicenda sarà inevitabilmente tragico. I fuorilegge vengono colti alla sprovvista in un raid notturno, durante il quale sia Blanche che Buck vengono feriti, quest'ultimo con un grave colpo alla testa, mentre Bonnie, Clyde e Clarence riescono a stento a fuggire. Blanche, senza vista e in custodia della polizia, viene indotta da Hamer a rivelare il nome di Clarence, che fino a quel momento era solo un "sospetto non identificato".
Bonnie, Clyde e Clarence trovano rifugio nella casa Ivan Moss, il padre di Clarence. Ivan si finge disponibile ad aiutarli, ma ritiene in realtà che la coppia abbia corrotto suo figlio e stringe quindi un patto con Hamer: in cambio della clemenza per il ragazzo, aiuta a creare un'imboscata per i due fuorilegge. Quando Bonnie e Clyde si fermano sul lato della strada per aiutare il signor Moss a cambiare una gomma, la polizia, nascosta tra i cespugli circostanti, apre il fuoco. La loro macchina, crivellata da 1167 colpi, sarà la tomba della loro storia d'amore e di crimine.

## Riconoscimenti
- 1968 - Premio Oscar
  - Miglior attrice non protagonista a Estelle Parsons
  - Migliore fotografia a Burnett Guffey
  - Candidatura al miglior film a Warren Beatty
  - Candidatura al migliore regista ad Arthur Penn
  - Candidatura al miglior attore protagonista a Warren Beatty
  - Candidatura alla miglior attrice protagonista a Faye Dunaway
  - Candidatura al miglior attore non protagonista a Gene Hackman
  - Candidatura al miglior attore non protagonista a Michael J. Pollard
  - Candidatura alla migliore sceneggiatura originale a David Newman e Robert Benton
  - Candidatura ai migliori costumi a Theadora Van Runkle
- 1968 - Golden Globe
  - Candidatura al miglior film drammatico
  - Candidatura alla migliore regia ad Arthur Penn
  - Candidatura al miglior attore in un film drammatico a Warren Beatty
  - Candidatura alla miglior attrice in un film drammatico a Faye Dunaway
  - Candidatura al miglior attore non protagonista a Michael J. Pollard
  - Candidatura al miglior attore debuttante a Michael J. Pollard
  - Candidatura alla migliore sceneggiatura a David Newman e Robert Benton
- 1968 - Premio BAFTA
  - Miglior attrice debuttante a Faye Dunaway
  - Miglior attore debuttante a Michael J. Pollard
  - Candidatura al miglior film ad Arthur Penn
  - Candidatura al miglior attore straniero a Warren Beatty
- 1968 - Kansas City Film Critics Circle Award
  - Miglior film
- 1967 - New York Film Critics Circle Award
  - Migliore sceneggiatura a David Newman e Robert Benton
- 1968 - David di Donatello
  - Migliore attrice straniera a Faye Dunaway
  - Migliore attore straniero a Warren Beatty

Una battuta del film ("Noi rapiniamo banche", "We rob banks" in lingua originale) è stata inserita nel 2005 nella lista delle cento migliori citazioni cinematografiche di tutti i tempi stilata dall'American Film Institute, nella quale figura al 41º posto.